# Distretto di Jingxiu
Il distretto di Jingxiu (竞秀区S, Jìngxiù QūP) è un distretto della Cina, situato nella provincia di Hebei e amministrato dalla prefettura di Baoding.